# Kathedrale von St Asaph

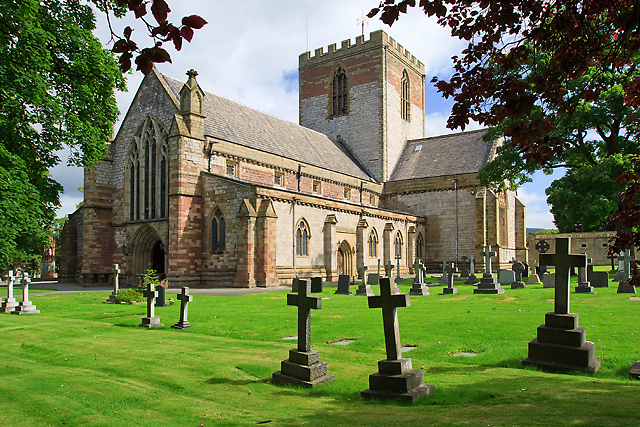
Ansicht von Südwesten

Die Kathedrale von St Asaph ist die Hauptkirche der Diözese St Asaph der anglikanischen Church in Wales und kleinste Bischofskirche in England und Wales. Die als Kulturdenkmal der Kategorie Grade I klassifizierte Kirche liegt auf einer Anhöhe inmitten der Kleinstadt St Asaph in Denbighshire in Wales.

## Geschichte

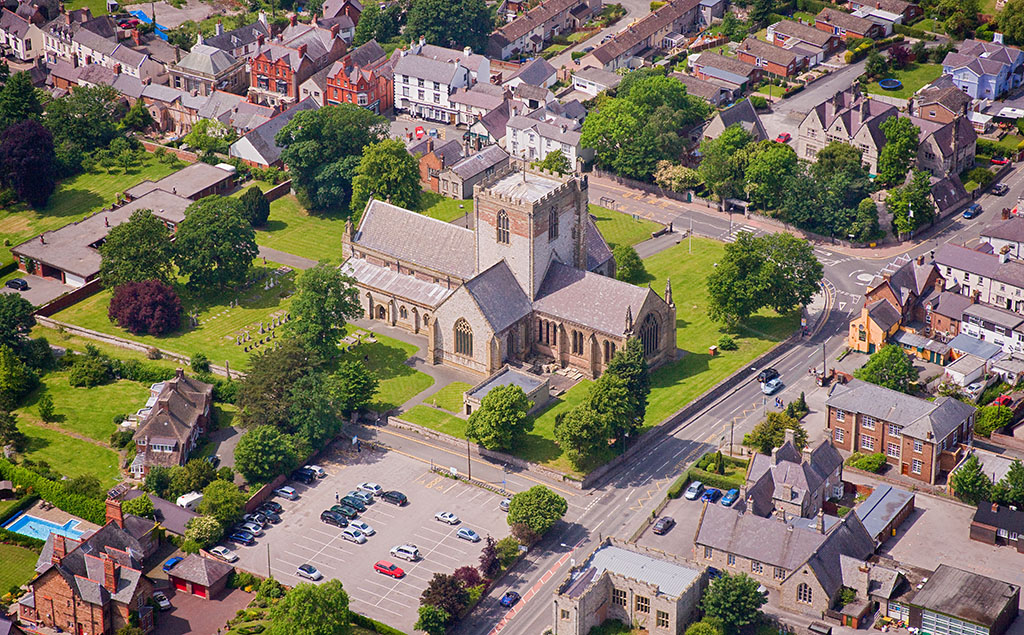
Luftbild

Kentigern, der Bischof von Strathclyde, soll 560 in Llanelwy eine Klostergemeinschaft gegründet haben. Vor seiner Rückkehr nach Schottland setzte er 573 Asaph als Abtbischof ein, nach dem die Diözese später benannt wurde. Die ersten normannischen Bischöfe des nun St Asaph genannten Bistums errichteten nach 1143 etwas entfernt von der alten Klosterkirche eine neue Kathedrale. Durch ihre Lage an der durch Nordwales führenden Heerstraße wurde sie mehrmals in den zahlreichen Kriegen zwischen den walisischen Fürsten und den englischen Königen im 12. und 13. Jahrhundert beschädigt oder zerstört. Die ältesten erhaltenen Bauteile der heutigen Kirche befinden sich an der Westseite und am Chor und wurden um 1239 unter Bischof Hugh errichtet.
1281 wurden die Gebeine des heiligen Asaph von Llanasa in die neue Kathedrale überführt. Im Feldzug von Eduard I. zur Eroberung von Wales wurde die Kathedrale im Juni 1282 von englischen Soldaten niedergebrannt. Bischof Anian II exkommunizierte darauf die englischen Soldaten, worauf er die Gunst des englischen Königs verlor und aus St Asaph fliehen musste. Als Entschädigung für die Zerstörung der Kirche zahlte der englische König, der ursprünglich den Sitz der Diözese in das von ihm gegründete Rhuddlan verlegen wollte, dem Dekan und dem Kapitel nur 100 Pfund. Ab 1284 begann der Wiederaufbau der Kathedrale. Der Hauptteil des Baus wurde zwischen 1310 und 1320 durch Baumeister Henry of Ellerton errichtet, der auch am Bau von Caernarfon Castle beteiligt war. 1392 wurde mit der Vollendung des Glockenturms der Bau der Kathedrale abgeschlossen.
Bereits 1402 wurde die Kathedrale jedoch während der Rebellion von Owain Glyndŵr von den Rebellen schwer beschädigt. Erst gegen Ende der Rebellion nach 1411 erhielt das Schiff ein neues Dach, die weiteren Reparaturen zogen sich bis 1482 hin. Während des englischen Bürgerkriegs wurde die Kirche im 17. Jahrhundert erneut beschädigt. Von 1778 bis 1779 wurde der Chor durch Joseph Turner umgebaut. Von 1869 bis 1875 wurde die Kirche durch George Gilbert Scott umfassend restauriert.

## Anlage

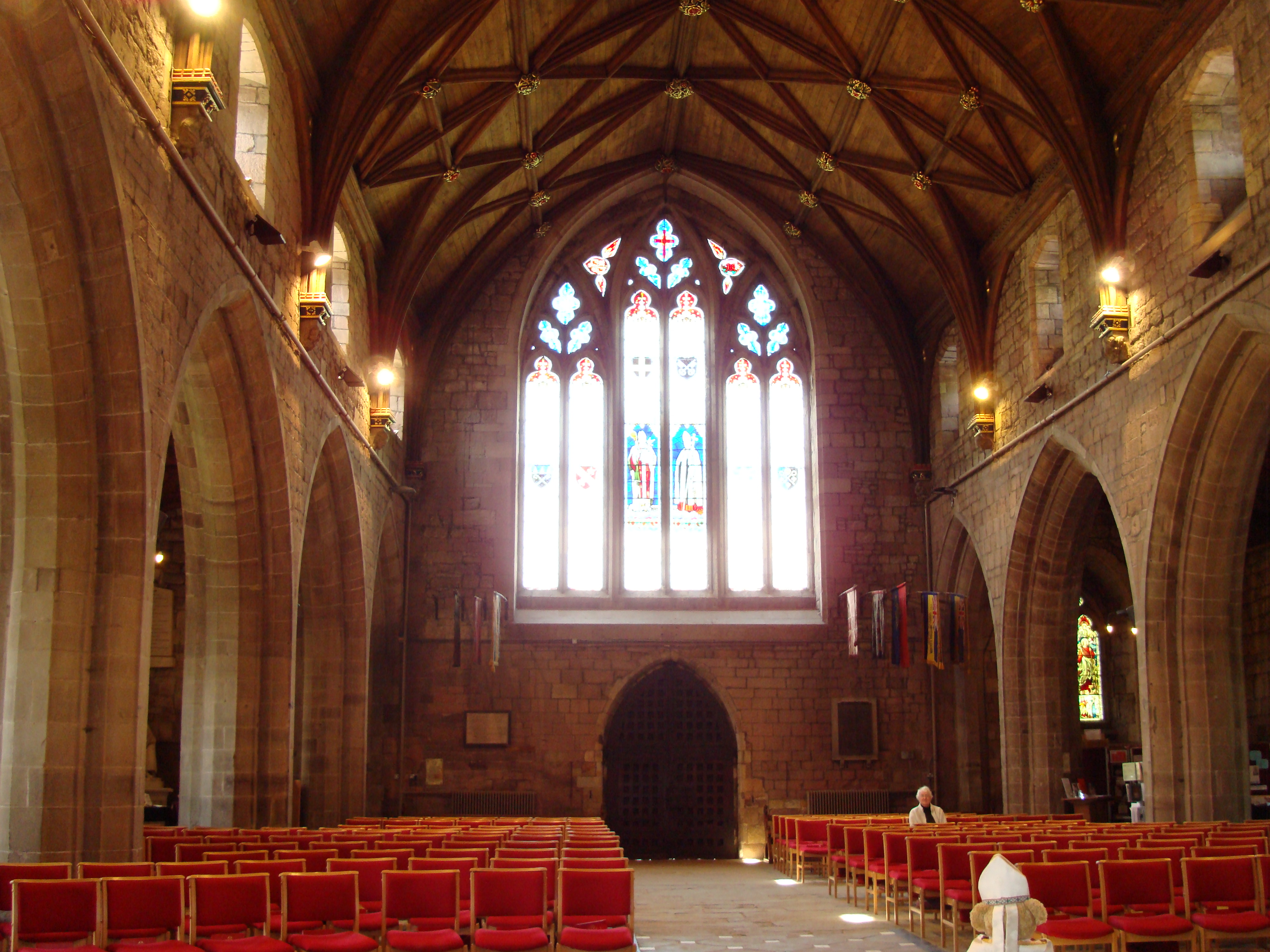
Innenraum nach Westen

Die Kathedrale wurde als kreuzförmige dreischiffige Basilika im Decorated Style errichtet. Das Querhaus ist jeweils zweijochig, der langgezogene dreijochige Ostchor besitzt einen geraden Abschluss mit großem Ostfenster. Über der Vierung besitzt die Kathedrale einen niedrigen helmlosen Vierungsturm mit einem neugotischen Zinnenkranz. Für den Bau der Kathedrale wurde im 13. und 14. Jahrhundert gelblicher Kalkstein aus Flint sowie vor allem an der Süd- und Westfassade roter Sandstein aus einem lokalen Steinbruch verwendet. Das Dach ist mit Schiefer gedeckt. Der Innenraum ist unverputzt. Die flachgedeckten schmalen Seitenschiffe sind durch je fünf Arkaden mit kapitellosen Pfeilern vom Langhaus getrennt. Der Chor und das Langhaus besitzen ein hölzernes Gewölbe, das 1968 anlässlich der Investitur von Charles als Prince of Wales erneuert wurde.
Im Inneren befinden sich zahlreiche Grabdenkmäler, darunter für Bischof Anian II, für Bischof William Morgan sowie eine Gedenkplatte für den in Denbighshire geborenen Afrikaforscher Henry Morton Stanley. Die übrige Ausstattung ist großteils neugotisch und stammt aus dem 18. und 19. Jahrhundert. Das durch die aus den 1830er Jahren stammende Orgel abgetrennte nördliche Querhaus dient als Translators‘ Chapel, in der eine Ausgabe der William-Morgan-Bibel von 1588, eine 1620 gedruckte Bibel von Richard Parry und eine Ausgabe des Neuen Testaments von William Salusbury von 1567 ausgestellt sind.
Die Buntglasfenster stammen aus dem 19. Jahrhundert, das Glas des Westfensters aus dem 20. Jahrhundert. An der Nordseite befindet sich noch ein rundbogiges Portal im normannischen Stil, das in das um 1778 abgebrochene Kapitelhaus führte.